# Podłusznia
Podłusznia – wieś na Litwie, w okręgu wileńskim, w rejonie święciańskim, w gminie Łabonary.

## Historia
W czasach zaborów zaścianek w powiecie święciańskim, w guberni wileńskiej Imperium Rosyjskiego. W 1905 roku liczył 8 mieszkańców, 6 dziesięcin.
W dwudziestoleciu międzywojennym zaścianek leżał w Polsce, w województwie wileńskim, w powiecie święciańskim, w gminie Kołtyniany.
W 1931 w 2 domach zamieszkiwały 23 osoby.
Miejscowość należała do parafii rzymskokatolickiej w Nowych Święcianach. Podlegała pod Sąd Grodzki w Święcianach i Okręgowy w Wilnie; właściwy urząd pocztowy mieścił się w Nowych Święcianach.